# كاناكو ايتو
كاناكو ايتو (باليابانية: いとうかなこ) هي مغنية يابانية، ولدت في 28 مارس 1973 في أوتسونوميا في اليابان.

## وصلات خارجية
- الموقع الرسمي
- كاناكو ايتو على موقع IMDb (الإنجليزية)
- كاناكو ايتو على موقع ميوزك برينز (الإنجليزية)
- كاناكو ايتو على موقع أول ميوزيك (الإنجليزية)
- كاناكو ايتو على موقع ديسكوغز (الإنجليزية)
- كاناكو ايتو على موقع قاعدة بيانات الفيلم (الإنجليزية)
- كاناكو ايتو على موقع ANN person (الإنجليزية)